# Yojimbo
Yojimbo (用心棒, Yōjinbō) é um filme de 1961 dirigido por Akira Kurosawa. A trilha sonora é de Masaru Satō e a direção de fotografia de Kazuo Miyagawa.

## Elenco
- Toshirō Mifune - Kuwabatake Sanjuro
- Tatsuya Nakadai - Unosuke
- Yōko Tsukasa - Nui
- Isuzu Yamada - Orin
- Daisuke Katō - Inokichi
- Takashi Shimura - Tokuemon
- Hiroshi Tachikawa - Yoichiro
- Yosuke Natsuki - filho do Kohei
- Eijirō Tōno - Gonji
- Kamatari Fujiwara - Tazaemon
- Ikio Sawamura - Hansuke
- Susumu Fujita - Homma
- Kyu Sazanka - Ushitora

## Sinopse
A história se passa em 1860 e se baseia na chegada de um ronin a uma cidade que sofre com a guerra entre duas gangues. Kuwabatake Sanjuro, que significa "Amoreira de 30 Anos" (Toshirō Mifune), se aproveita de sua perspicácia para levantar dinheiro e, ao mesmo tempo, livrar a cidade das gangues rivais, ora associando-se a um grupo, ora associando-se a outro, tirando proveito da situação e manipulando-os, devido ao despreparo estratégico dos dois grupos, que é demonstrado através de diversas cenas satíricas durante o filme.

## Principais prêmios e indicações
Oscar (1962)
- Indicado à categoria melhor figurino em preto e branco

Festival de Veneza (1961)
- Venceu a taça Volpi por melhor ator (Toshirô Mifune)
- Indicado ao Leão de Ouro.